# Khuwyt
Khuwyt (alrededor de 1960 a. C.) fue una arpista y cantante del antiguo Egipto. 

## Vida y trabajo
En el antiguo Egipto, muchas mujeres actuaban como músicas, una posición que, por un lado, era muy respetada, y por otro, estaba abierta a todas las clases sociales. La música y la danza estaban estrechamente vinculadas. Muchos músicos aparecían desnudos o con poca ropa, con vestidos blancos casi transparentes. Llevaban pelucas negras y sombras oscuras en los ojos. Los músicos se movían al compás de la música, de forma acrobática. Los cantantes aparecieron en ceremonias religiosas y festividades.
Khuwyt fue una música que vivió y trabajó durante la 12.ª dinastía. Está representada en una pintura decorativa en la tumba de Senet, madre o esposa de Antefoqer, visir de este período y uno de los funcionarios más venerados del Imperio Medio. Se la conoce como "cantante Khuwyt, hija de Maket". Aparece junto a ella el también cantante Didumin, ambos con arpa y cantando para entretener a Antefoqer. Sus canciones están dedicadas a Hathor, la diosa dorada del amor, y al visir, a quien deseaban larga vida y salud.

## Arte delsigloXX
Khuwyt fue una de las 999 mujeres seleccionadas por Judy Chicago en 1979 para las baldosas de su obra de arte The Dinner Party. Su nombre está relacionado con la faraona Hatshepsut, que vivió unos 400 años después de Khuwyt.